# Passaporte tcheco
O passaporte tcheco (tcheco: cestovní pas, pas) é um documento de viagem internacional emitido para cidadãos da Chéquia e também pode servir como prova da cidadania tcheca. Além de permitir que o portador viaje internacionalmente e servir como indicação da cidadania tcheca, o passaporte facilita o processo de obtenção de assistência de funcionários consulares tchecos no exterior ou de outros Estados- membros da União Europeia (UE), caso um consular tcheco esteja ausente.
Em 2023, os cidadãos tchecos tinham acesso sem visto ou com visto na chegada a 187 países e territórios, classificando o passaporte tcheco em 5º lugar geral em termos de liberdade de viagem de acordo com o Henley Passport Index e em 4º lugar no índice Passport Index. Os cidadãos tchecos podem viver e trabalhar em qualquer país da UE como resultado do direito de livre circulação e residência concedido pelo artigo 21 do Tratado da UE.
Todo cidadão tcheco é também um cidadão da União Europeia. A nacionalidade permite direitos de livre circulação e residência em qualquer um dos estados da União Europeia, na Suíça e no Espaço Econômico Europeu, mas, na prática, é necessário um passaporte ou uma carteira de identidade nacional para identificação.

## Requerimento
O passaporte é emitido pelo Ministério do Interior (Ministerstvo vnitra) e, como é costume internacional, continua sendo propriedade da República Tcheca e pode ser removido a qualquer momento. É um documento válido de comprovação de cidadania de acordo com a lei de nacionalidade tcheca. Os cidadãos podem ter vários passaportes ao mesmo tempo, e as crianças podem ser incluídas no passaporte. O Ministério das Relações Exteriores emite esporadicamente uma lista de nações com acordos de viagem sem visto com a República Tcheca.
Ao solicitar um passaporte tcheco, é necessário apresentar duas fotografias de tamanho 35 mm x 45 mm.

## Aparência física
Os passaportes tchecos são cor de vinho, como outros passaportes da União Europeia, com o brasão de armas tcheco estampado no centro da capa. As palavras "EVROPSKÁ UNIE" ("União Europeia") e "ČESKÁ REPUBLIKA" ("República Tcheca") estão inscritas acima do brasão, e as palavras "CESTOVNÍ PAS" ("passaporte") estão inscritas abaixo do brasão. Os passaportes tchecos seguem o design comum da União Europeia e os requisitos da Organização da Aviação Civil Internacional.

### Página de informações de identidade
- Foto do titular do passaporte
- Tipo (P)
- Código (CZE)
- Passaporte no.
- 01 Sobrenome
- 02 Nomes próprios
- 03 Nacionalidade (Česká republika/República Tcheca)
- 04 Data de nascimento
- 05 Local de nascimento
- 06 Sexo
- 07 Data de emissão
- 08 Data de expiração
- 09 Autoridade
- 10 Assinatura do titular
- 11 Número pessoal

A área inferior da página de dados contém a zona de leitura óptica.

### Nota do passaporte

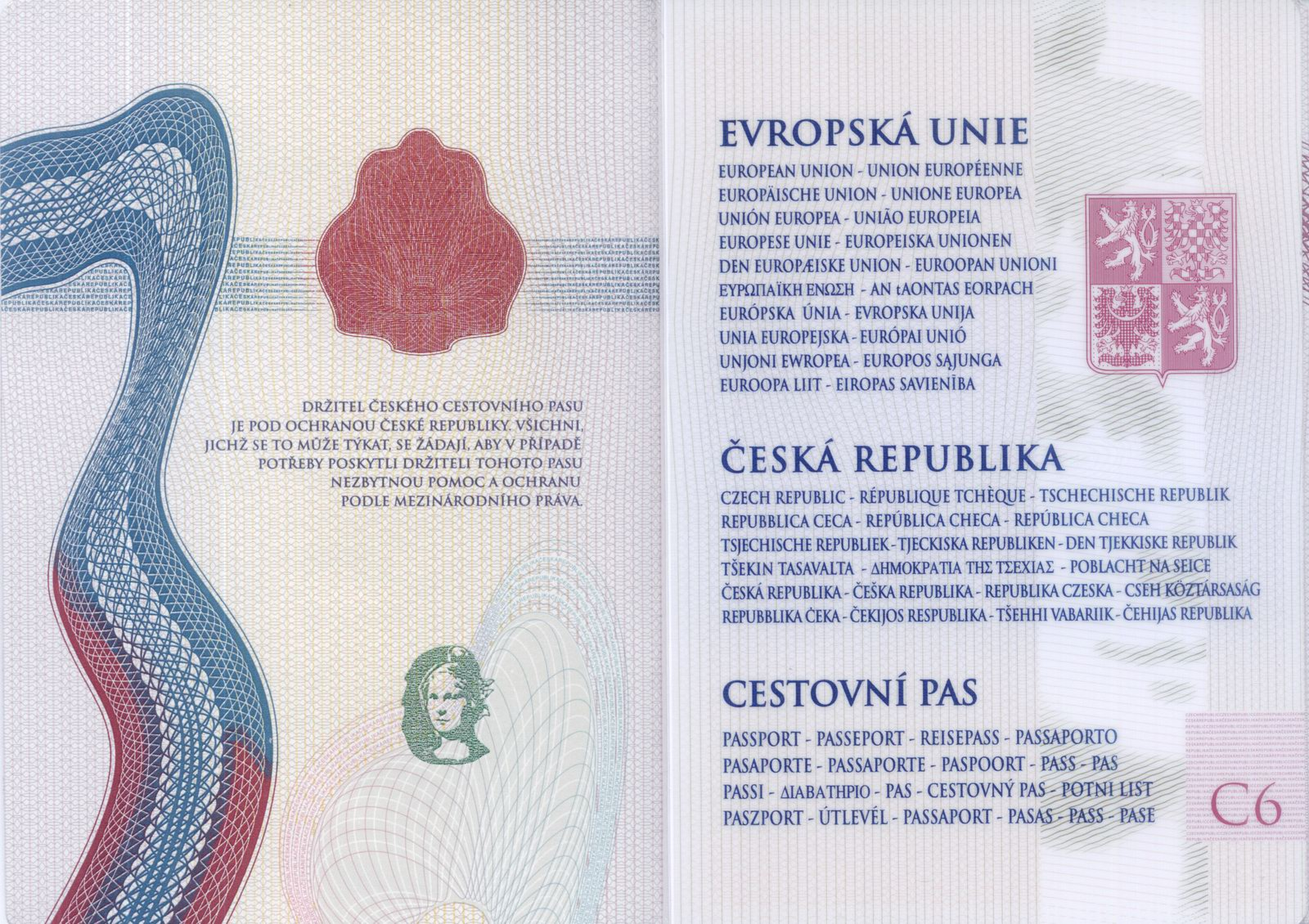
As páginas internas de um passaporte biométrico tcheco contemporâneo.

Normalmente, os passaportes contêm uma mensagem do ministro ou funcionário responsável pela emissão do passaporte dirigida aos funcionários de países estrangeiros, solicitando que o cidadão portador do passaporte tenha permissão para transitar livremente pelo país e, em caso de necessidade, receba assistência de acordo com as normas internacionais. Atualmente, esse tratamento é mais esperado do que solicitado, mas a mensagem permanece como uma tradição. Os passaportes tchecos trazem essa mensagem somente em tcheco, em letras maiúsculas e da seguinte forma:
"Držitel českého cestovního pasu je pod ochranou České republiky. Všichni, jichž se to může týkat, se žádají, aby v případě potřeby poskytli držiteli tohoto pasu nezbytnou pomoc a ochranu podle mezinárodního práva."
A mensagem acima, quando traduzida extraoficialmente para o português, seria a seguinte
"O portador de um passaporte tcheco está sob a proteção da Chéquia. Solicita-se a todos aqueles a quem possa interessar que, em caso de necessidade, prestem ao portador deste passaporte toda a ajuda e proteção essenciais de acordo com o direito internacional."

#### Idiomas
A página de dados é impressa em tcheco, inglês e francês, seguida, algumas páginas depois, de traduções para todos os demais idiomas oficiais da UE e russo.

## Requisitos de visto

Chéquia
Liberdade de movimento
Não necessita de visto
Visto emitido na chegada
eVisa
Visto disponível na chegada ou on-line
Visto necessário antes da chegada

Em 1º de janeiro de 2023, os cidadãos tchecos tinham acesso sem visto ou com visto na chegada a 186 países e territórios, classificando o passaporte tcheco em 7º lugar geral em termos de liberdade de viagem, de acordo com o Henley Passport Index.

## Histórico

### Passaportes não legíveis por máquina
Essas séries se tornaram obsoletas e são emitidas apenas por motivos de emergência devido ao processamento mais rápido.

#### Série de passaportes de 1993

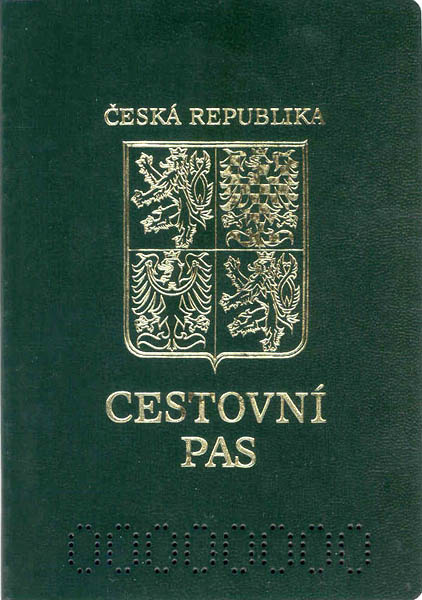

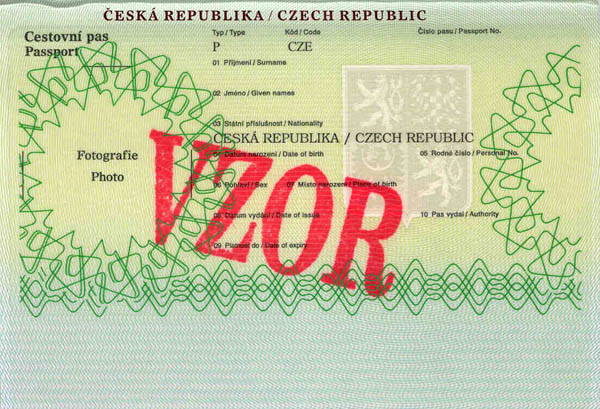

O primeiro passaporte da Chéquia, emitido entre a dissolução da Tchecoslováquia e 31/3/2000, com validade de dez anos.
A página de dados fica na parte interna da contracapa e é impressa em tcheco e inglês. A fotografia é fixada com adesivo. Essas características permanecem constantes para todos os passaportes não legíveis por máquina.

#### Série de passaportes de 1998
Emitida:

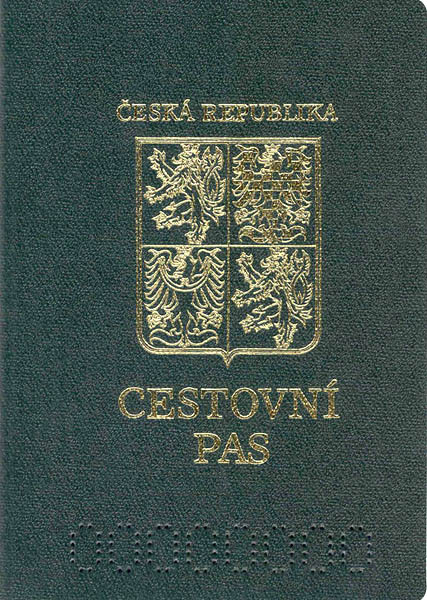

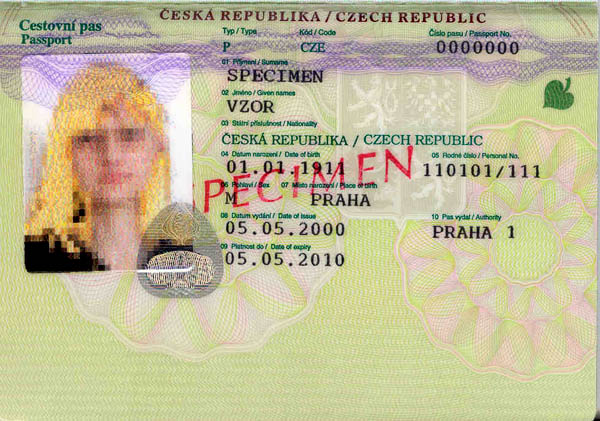

- De 2000 até 30/6/2000 com validade de dez anos.

- De 1/7/2000 a 31/8/2006, com validade de um ano.
- De 1/9/2006 a 31/12/2006, com validade de seis meses, ou para cidadãos com menos de cinco anos de idade, com validade de um ano.

#### Série de passaportes de 2005
Emitida:

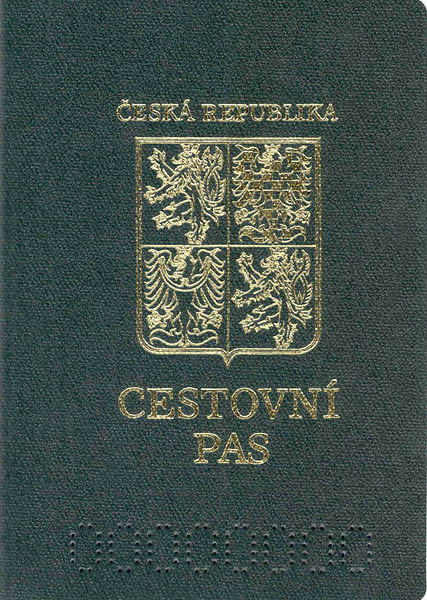

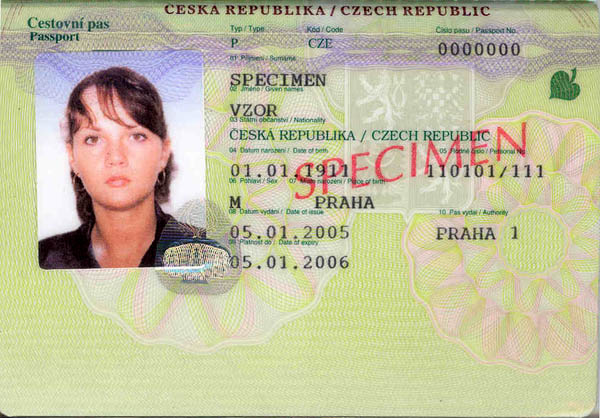

- De 2005 até 31/8/2006 com validade de um ano.
- De 1/9/2006 a 31/12/2009 com validade de seis meses, ou para cidadãos com menos de cinco anos de idade com validade de um ano.

#### Série de passaportes de 2007

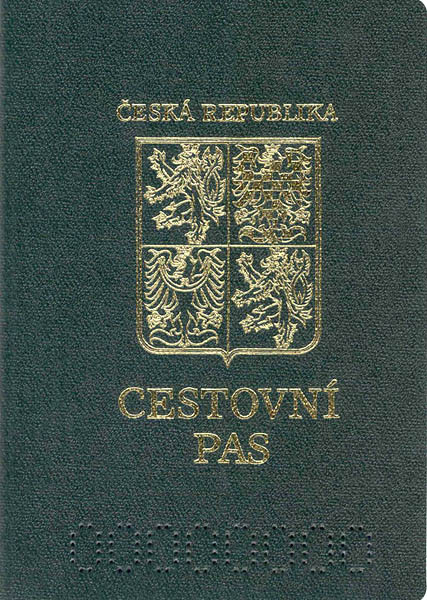

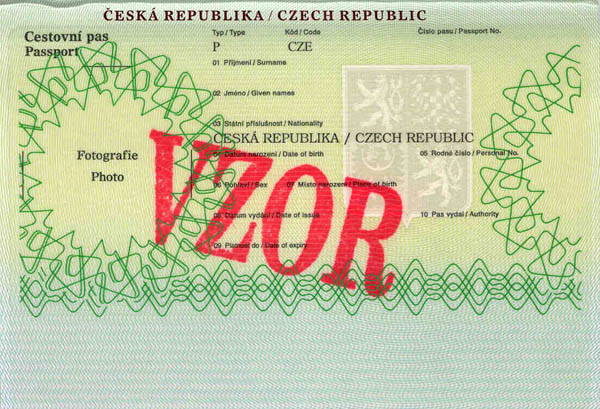

Emitida a partir de fevereiro de 2007 com validade de seis meses, ou para cidadãos com menos de cinco anos de idade com validade de um ano.

### Passaportes com leitura óptica

#### Série de passaporte de 2000

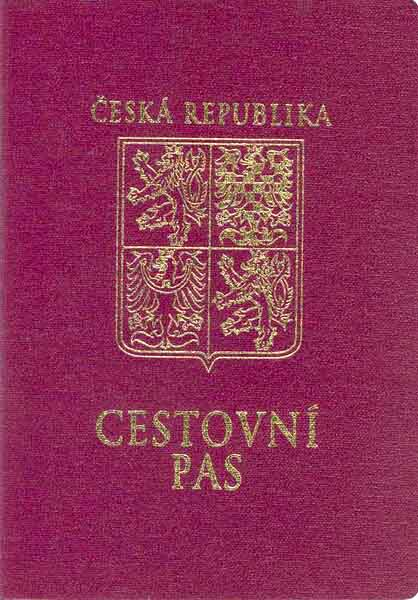

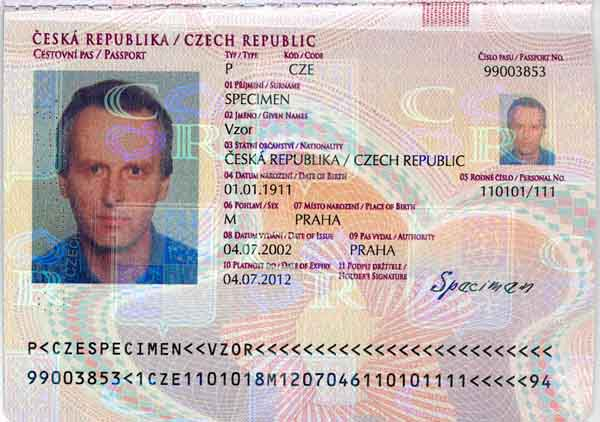

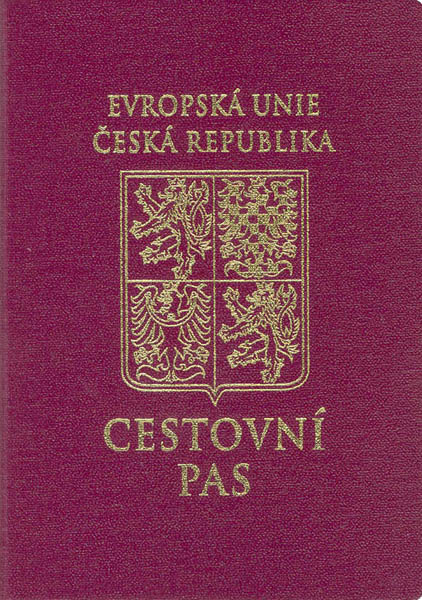

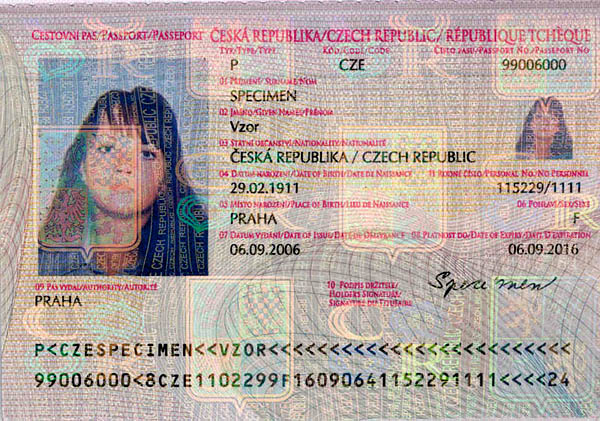

Emitida de 1/7/2000 a 15/3/2005 com validade de dez anos, ou para cidadãos com menos de quinze anos de idade com validade de cinco anos.

A página de dados fica na parte interna da contracapa e é impressa em tcheco e inglês. A fotografia é impressa na página.

#### Série de passaportes de 2005
Emitida de 1/7/2000 a 15/3/2005 com validade de dez anos, ou para cidadãos com menos de quinze anos de idade com validade de cinco anos.

A página de dados fica na parte interna da contracapa e é impressa em tcheco e inglês. A fotografia é impressa na página.

#### Série de passaportes de 2006

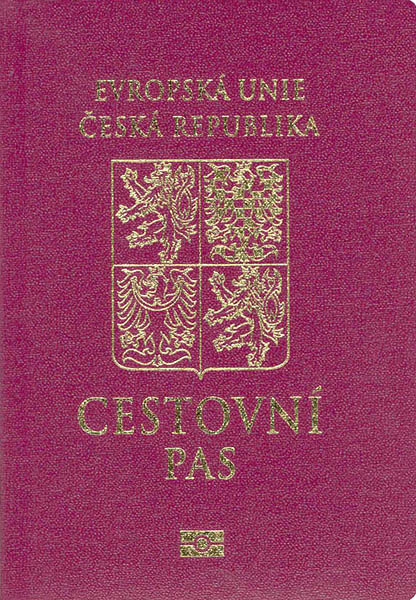

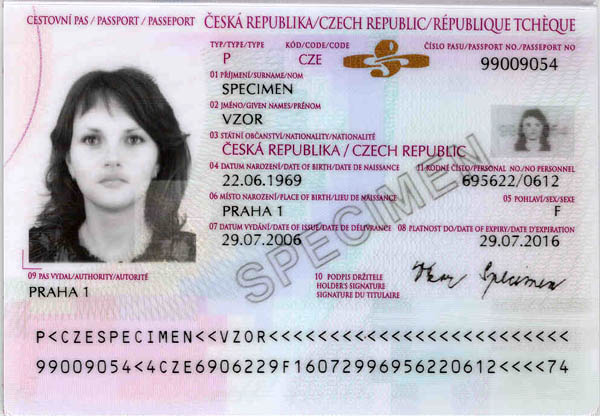

Emitida a partir de 1/9/2006 com validade de dez anos, ou para cidadãos com menos de quinze anos de idade com validade de cinco anos.
A série de 2006 foi o primeiro passaporte biométrico emitido pela Chéquia. A página de dados é impressa em um cartão de policarbonato e a fotografia é gravada a laser.

#### Série de passaportes de 2019
Em março de 2009, uma nova série começou a ser emitida. A mudança mais notável é a adição de duas impressões digitais, uma do dedo indicador de cada mão, para estar em conformidade com as novas regulamentações da UE.

### Passaportes de serviço
Emitido para:
- O Procurador-Geral Supremo da Chéquia.
- O procurador-geral adjunto da Chéquia.
- O vice-ministros do governo da Chéquia.
- O vice-presidente da Suprema Corte da Chéquia.
- O vice-presidente do Supremo Escritório de Auditoria da Chéquia.
- O secretário da Câmara dos Deputados da Chéquia.
- O secretário do Senado da Chéquia.
- O secretário do Governo da Chéquia.
- O funcionário do Presidente da Chéquia.
- Funcionários do Ministério das Relações Exteriores.
- Funcionários das embaixadas e consulados da Chéquia.

#### Série de passaportes de serviço de 1993

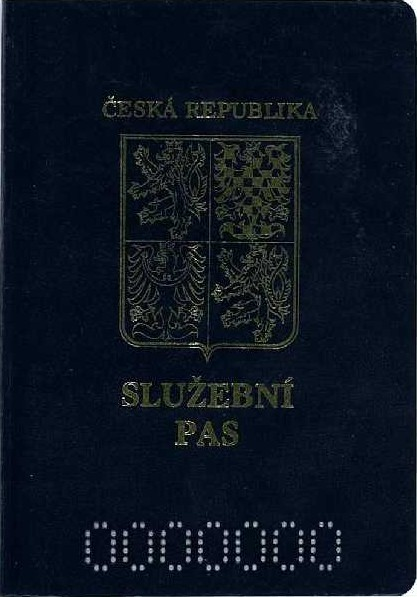

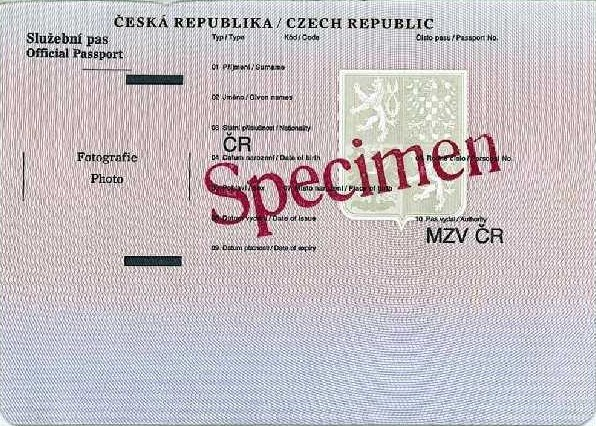

O primeiro passaporte de serviço emitido após a dissolução da Tchecoslováquia.

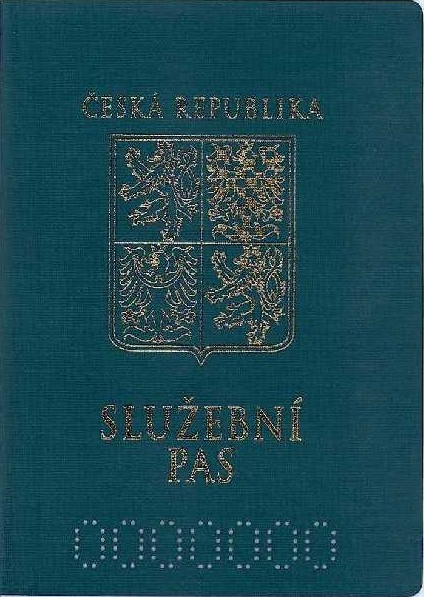

#### Série de passaportes de serviço de 2002

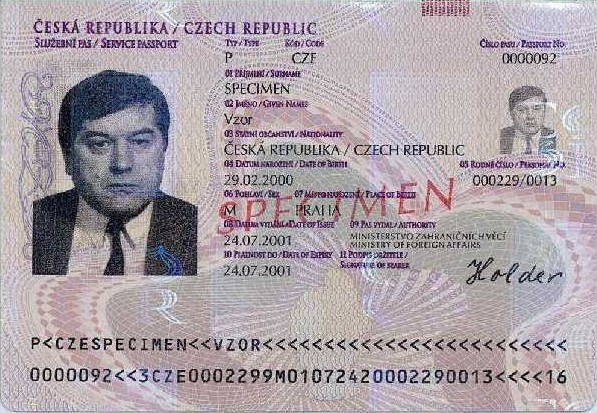

Com a entrada da Chéquia na União Europeia em 2004, essa não é mais a série atual emitida.

### Passaportes diplomáticos
Emitido para:
- O presidente da Chéquia (e ex-presidentes).
- Ministros do governo da Chéquia.
- Membros do Parlamento da Chéquia.
- Juízes do Tribunal Constitucional da Chéquia.
- O presidente do Supremo Tribunal Administrativo da Chéquia.
- O presidente da Suprema Corte da Chéquia.
- O presidente do Escritório Supremo de Auditoria da Chéquia.
- O cônjuge de:
  - O presidente da Chéquia.
  - O presidente da Câmara dos Deputados do Parlamento da Chéquia.
  - O presidente do Senado do Parlamento da Chéquia.
  - ministros do governo da Chéquia.
  - O presidente do Supremo Tribunal Administrativo da Chéquia.
  - O presidente da Suprema Corte da Chéquia.
  - O presidente do Tribunal Constitucional da Chéquia.
- A equipe diplomática.

#### Série de passaportes diplomáticos de 1993

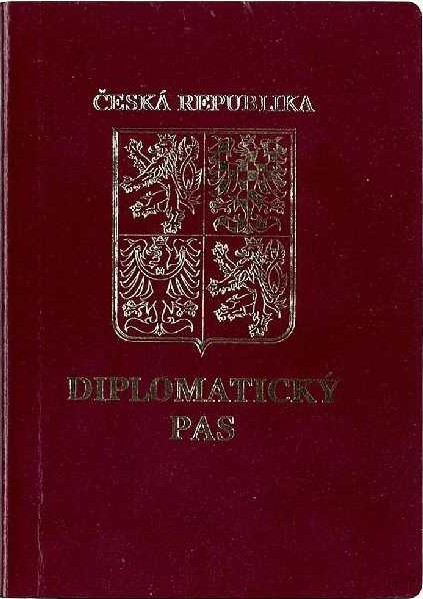

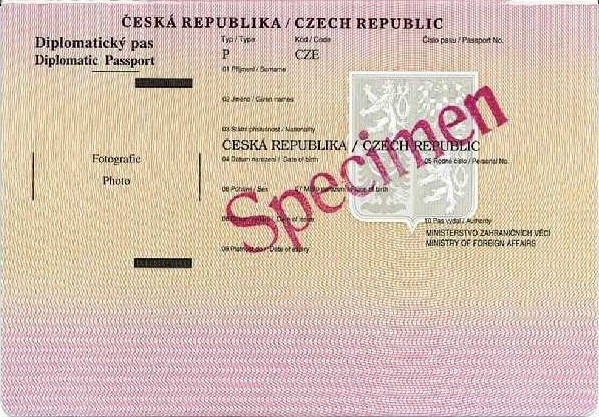

O primeiro passaporte diplomático emitido após a dissolução da Tchecoslováquia.

#### Série de passaportes diplomáticos de 2001

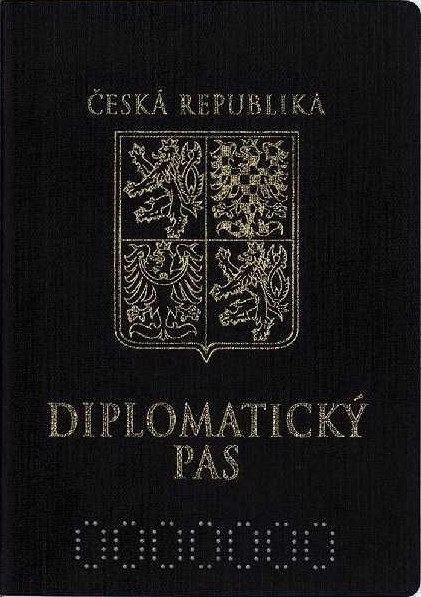

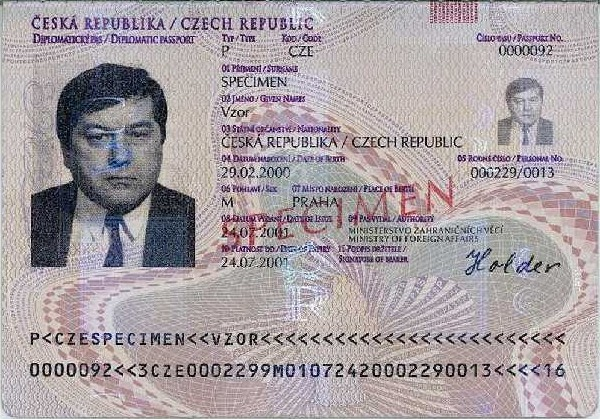

Com a entrada da Chéquia na União Europeia em 2004, essa não é mais a série atual emitida.